# Aron Gurwitsch
Aron Gurwitsch (17 janvier 1901 – 25 juin 1973) est un philosophe allemand naturalisé américain, né en Lituanie dans une famille juive.
Il s'est consacré essentiellement à la phénoménologie qu'il a tenté de relier avec la psychologie de la forme (Gestalttheorie). Il a enseigné à la Sorbonne de 1933 à 1940, et à la New School for Social Research (en), à la faculté des sciences sociales et politiques de 1959 à 1973. Proche d'Alfred Schutz auquel il dédie son premier ouvrage (paru d'abord en français), il eut pour élève Harold Garfinkel, sociologue dont la méthode est issue de la phénoménologie.

## Publications
- Théorie du champ de la conscience, 1957, traduction par Michel Butor de Field of Consciousness, Pittsburgh, Pa., Dusquesne University Press, 1964.
- (en) Studies in phenomenology and psychology. Evanston, Ill., Northwestern University Press, 1966.
- (en) Leibniz, New York: de Gruyter, 1974.
- (en) Phenomenology and the Theory of Science, Lester Embree (ed.), Evanston, Ill., Northwestern University Press, 1974.
- Esquisse de la phénoménologie constitutive, édition par José Huerta-Jourda, J. Vrin, 2002